# Parathyma moorei
Parathyma moorei är en fjärilsart som beskrevs av Hans Fruhstorfer 1906. Parathyma moorei ingår i släktet Parathyma och familjen praktfjärilar. Inga underarter finns listade i Catalogue of Life.